# Nagykölked

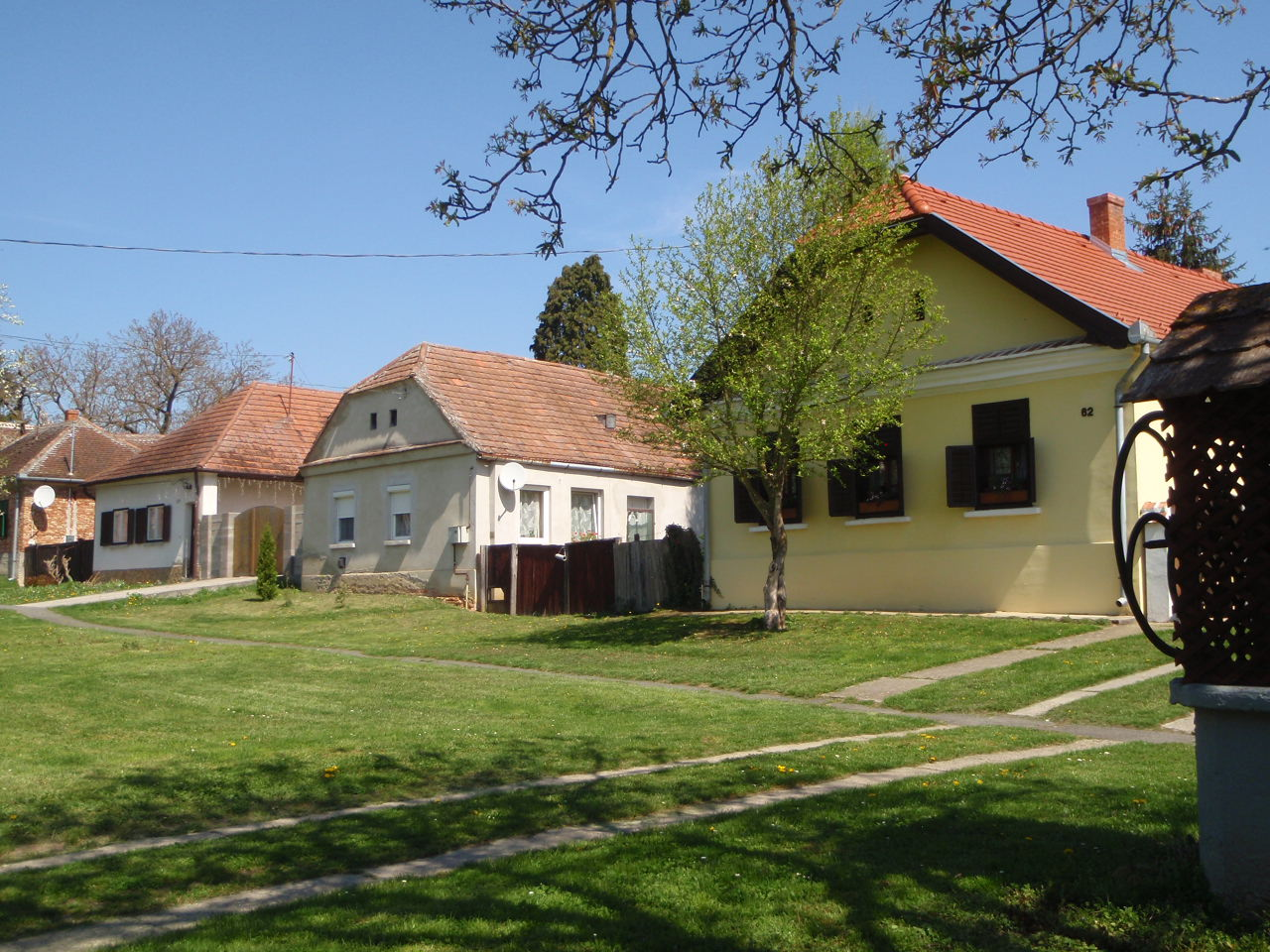
Fő utca keleti oldali lakóházak

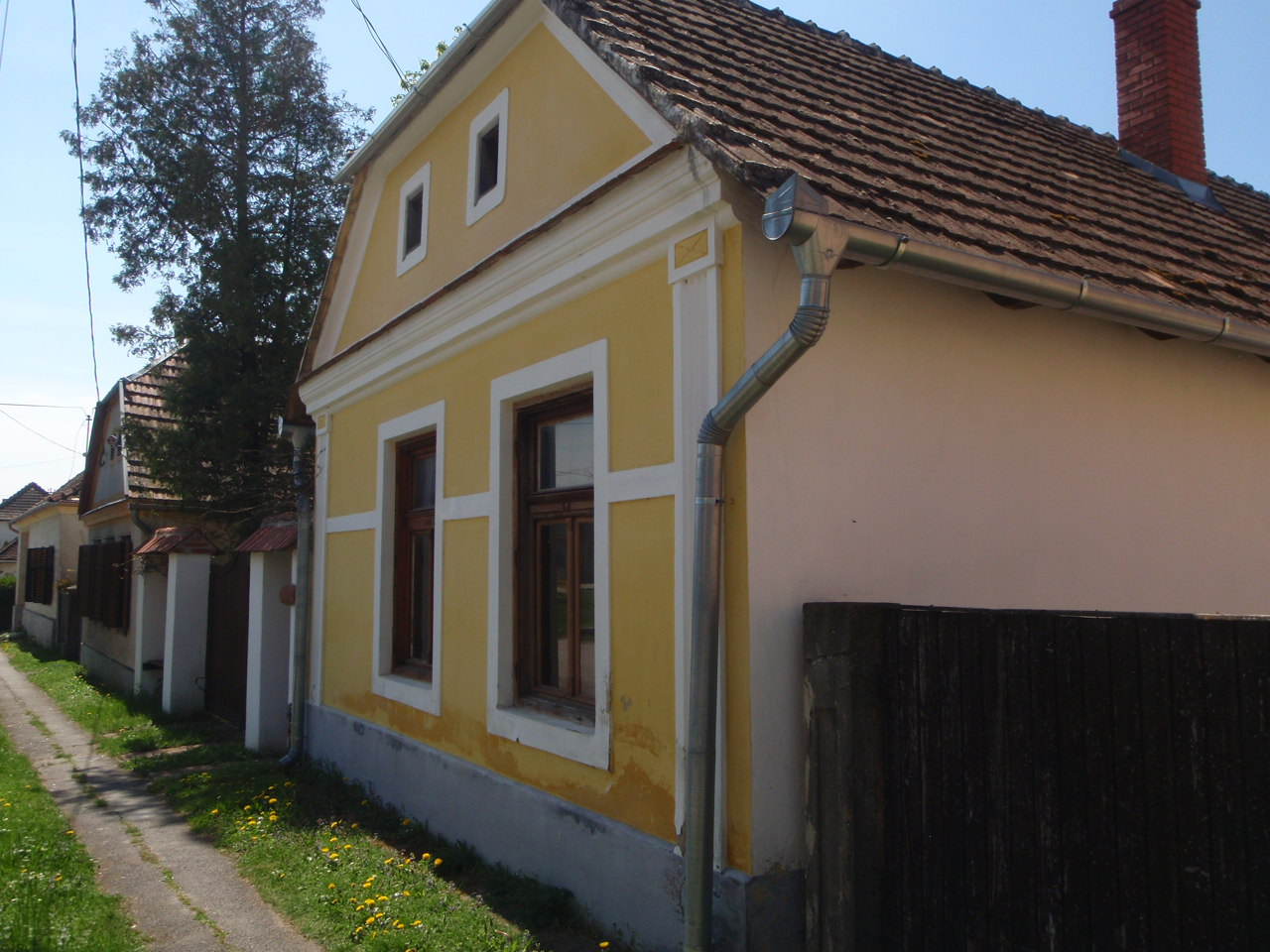
Fő utca lakóház

Nagykölked   (németül: Großkulken) község Vas vármegyében, a Körmendi járásban.

## Fekvése
Körmendtől 7 kilométerre északnyugatra fekszik, az osztrák határ közelében; délnyugati határszélét az államhatártól kevesebb, mint egy kilométer választja el.
A szomszédos települések: észak felől Ják, kelet felől Rádóckölked, dél felől Harasztifalu, nyugat felől pedig Szentpéterfa; kevés híja van annak, hogy a közigazgatási területe délnyugat felől ne érintkezzék még Vasalja határszélével is.

### Megközelítése
Központján dél-északi irányban a Körmendtől Szombathelyig vezető 8707-es út, kelet-nyugati irányban pedig az Egyházasrádóctól Szentpéterfa határáig húzódó 8709-es út halad végig, ezek révén könnyen megközelíthető a térséget átszelő főutak mindegyike felől. Közigazgatási területét érinti még a Szentpéterfa központjába vezető 8711-es út is.

## Története
1221-ben Kewlked alakban írva említik először. Neve a régi magyar Kölked (régi helyesírással Culqed) személynéből, az pedig a kölyök főnévből származik.
1279-ben Kulked, 1423-ban Eghazaskulked, 1425-ben Kwlked, 1439-ben Kelked, 1479-ben Eghazas Kewlked, 1486-ben Kelked írásmóddal szerepel az írott forrásokban. 1314-ben a Szent Miklós tiszteletére szentelt itteni kápolnát, 1501-ben pedig Szent Miklós tiszteletére szentelt itteni egyházat említik.
Egykor Kis- és Nagykölked falu külön létezett, Kiskölked azonban később Rádóckölked része lett.
Vályi András szerint "Nagy, és Kis Kölked. Két falu Vas Várm. földes Uraik külömbféle Urak, lakosai katolikusok, fekszenek Körméndhez mint egy másfél mértföldnyire, földgyeik jó termékenységűek."
Fényes Elek szerint "Nagy-Kölked, magyar falu, Vas vmegyében, közel az előbbeni helységhez, 420 kath. lak., kik horvátokból magyarosodtak el. Kath. paroch. templom. Róna határa jó buzát terem; rétje, legelője, erdeje elég. Birják Zarka, Hetyei, Lukács és Péczy családbeliek."
Vas vármegye monográfiájában "Nagy-Kölked, magyar község, 49 házzal és 412 magyar lakossal. Vallásuk r. kath. Postája Egyházas-Rádocz, távírója Körmend. Most építtetett a kath. hitfelekezet csinos templomot. Földesurai a Zarka –, Hettyey –, Péchy – és Lukács -családok voltak."
1910-ben 447 magyar lakosa volt.

## Közélete

### Polgármesterei
- 1990–1994: Fiderné Papp Ágota (független)[7]
- 1994–1998: Fiderné Papp Ágota (független)[8]
- 1998–2002: Fiderné Papp Ágota (független)[9]
- 2002–2006: Francsics Zoltán (független)[10]
- 2006–2010: Francsics Zoltán (független)[11]
- 2010–2014: Francsics Zoltán (független)[12]
- 2014–2019: Francsics Zoltán (független)[13]
- 2019–2024: Francsics Zoltán (független)[14]
- 2024– : Francsics Zoltán (független)[1]

## Népesség
A település népességének változása:
| Lakosok száma | 155  | 152  | 142  | 157  | 171  | 168  | 171  |
|               | 2013 | 2014 | 2015 | 2021 | 2022 | 2023 | 2024 |

A 2011-es népszámlálás során a lakosok 96,6%-a magyarnak, 0,7% cigánynak, 0,7% horvátnak mondta magát (3,4% nem nyilatkozott; a kettős identitások miatt a végösszeg nagyobb lehet 100%-nál). A vallási megoszlás a következő volt: római katolikus 70,1%, református 4,8%, evangélikus 0,7%, felekezet nélküli 6,8% (17,7% nem nyilatkozott).
2022-ben a lakosság 97,1%-a vallotta magát magyarnak, 2,9% németnek, 1,2% románnak, 1,2% horvátnak, 0,6% ruszinnak, 1,2% egyéb, nem hazai nemzetiségűnek (2,9% nem nyilatkozott; a kettős identitások miatt a végösszeg nagyobb lehet 100%-nál). Vallásuk szerint 54,4% volt római katolikus, 4,1% református, 1,2% evangélikus, 1,2% egyéb keresztény, 0,6% egyéb katolikus, 2,3% felekezeten kívüli (36,3% nem válaszolt).

## Nevezetességei
Római katolikus temploma 1896-ban épült a jáki templom stílusában Szent Miklós tiszteletére.
Hettyei kripta

## Híres emberek
- Itt született 1832. szeptember 25-én Péchy Imre térképész, nyomdász.
- Itt született 1915. február 27-én Dunay Antal római katolikus pap.
- A falu díszpolgára volt a jáki születésű Novák Dezső (1939–2014) olimpiai bajnok labdarúgó.

## Külső hivatkozások
- Nagykölked térképe Archiválva 2007. január 7-i dátummal a Wayback Machine-ben
- A Szent Miklós templom